# Tóth Eszter (kézilabdázó)
Tóth Eszter (Győr, 1992. október 27. –) magyar válogatott kézilabdázó.

## Pályafutása

### Klubcsapatokban
Pályafutását szülővárosának csapatában, a Győri Audi ETO csapatában kezdte. Szülei a klubnál dolgoztak utánpótlásedzőként. A győri felnőtt csapatban csak elvétve jutott játéklehetőséghez, így annak ellenére, hogy bajnok és kupagyőztes volt a csapattal, előbb több évre Veszprémbe került kölcsönbe, majd egy évet Vácon töltött, ezt követően pedig 2016-ban az MTK-hoz igazolt. Négy évet játszott a kék-fehér csapatban, amelyben a 2019–2020-as szezonban húsz mérkőzésen szerzett 138 góllal második helyen végzett a góllövőlistán. 2020 nyarán a Mosonmagyaróvár szerződtette, miközben a Győr is újra leigazolta volna saját nevelésű játékosát. 2021 novemberében 2024 nyaráig meghosszabbította szerződését a klubbal.

### A válogatottban
A felnőtt válogatott keretébe 2020 szeptemberében kapott először meghívást. Először, 2020. november 28-án, a Svédország ellen 28–27-re megnyert felkészülési mérkőzésen lépett pályára a nemzeti csapatban. Az év végi Európa-bajnokságon a csoportkör során csak a tartalékok közé lett nevezve, a középdöntők előtt Lakatos Ritát váltotta a keretben. A németek elleni vesztes találkozót követően kikerült a csapatból, miután begyulladt a bölcsességfoga, amiért át kellett adnia a helyét Lakatosnak.

## Sikerei, díjai
- Magyar bajnok: 2010, 2011, 2012
- Magyar Kupa-győztes: 2010, 2011, 2012
- Bajnokok Ligája-döntős: 2012
- Bajnokok Ligája-elődöntős: 2010, 2011